# ハイチコンゴウインコ
ハイチコンゴウインコ（学名：Ara atwoodi　The Dominican green-and-yellow macaw (Ara atwoodi), Atwood's macaw or Dominican macaw)は、オウム目インコ科に属する鳥類の一種で、絶滅種。西インド諸島のハイチ島に分布していた。インコの中では大型で、体色は腹部は黄色、頭部と背面と尾羽は緑色。木のてっぺんで繁殖し、果実を食べていたとされる。絶滅の原因は不明である。恐らく、食料やペットのために一般的に捕獲されていた。この種は恐らく18世紀後半から19世紀初頭に絶滅した。1791年の本 『 ドミニカ島の歴史 』のイギリス植民地裁判官トーマス・アトウッドの著書を通してのみ知られている 。オースティン・ホバート・クラークは1905年にこれらのコンゴ・インコをAra guadeloupensisに含めたが、アトウッドの著作で言及されると、1908年に別個の種としてリストした仮想的な絶滅種   で、著作でアトウッドは、食物やペットとして一般的に捕獲される鳥について解説している 。   